# Selaginella albidocincta
Selaginella albidocincta là một loài dương xỉ trong họ Selaginellaceae. Loài này được Ching mô tả khoa học đầu tiên năm 1983.